# Magnesia (región histórica)

Mapa que muestra la ubicación de la antigua región de Magnesia en relación con otras regiones de Grecia central, en la parte oriental de Tesalia, al norte de la isla de Eubea.

Magnesia o Magnétide es una región histórica de la Antigua Grecia que en amplios periodos históricos suele citarse como territorio dependiente de Tesalia. Geográficamente se ubicaba en la península de su mismo nombre, que   corresponde a la zona costera más oriental de Tesalia, próxima a la isla de Escíatos y a la costa más septentrional de la isla de Eubea. Debe su nombre a una antigua tribu conocida como los magnetes o magnesios.

## Origen mítico
La mitología griega considera a Magnes como el epónimo de Magnétide, aunque hay diferentes tradiciones sobre su genealogía: Según el poema atribuido a Hesíodo Eeas o Catálogo de mujeres, Zeus tuvo dos hijos con Tuya, hija de Deucalión: Magnes y Macedón. En cambio según la Biblioteca mitológica de Apolodoro, Magnes era uno de los doce hijos de Eolo y Enárete.
Por otra parte, Homero alude a los magnetes en un pasaje del catálogo de las naves de la Ilíada, donde señala que el contingente de los magnetes que fue a combatir a la guerra de Troya estaba mandado por Prótoo, y que sus habitantes vivían en torno al río Peneo y al monte Pelión, pero sin citar ninguna de sus ciudades.

## Historia
Las polis de época arcaica y clásica que suelen considerarse como pertenecientes a Magnesia son Yolco, Homolio, Melibea, Castanea, Espálatro, Olizón, Metone, Coracas, Oxinio, Cicineto, Ámiro y Eurímenas. Otros asentamientos de la zona mencionados en diferentes fuentes antiguas pero sobre los que no hay constancia de que llegaran a adquirir el carácter de polis fueron Áfetas, Gláfiras, Ormenio, Cercinio, Sepíade, Taumacia, Nelia y Corope, así como el puerto de Tisas o Isas.
Aristóteles menciona antiguos enfrentamientos bélicos de los tesalios con los perrebos, aqueos y magnesios pero en otras fuentes clásicas se describe a los habitantes de Magnesia como súbditos de Tesalia. No obstante debían tener cierta autonomía dado que los magnetes eran miembros de la liga anfictiónica, de carácter religioso. Contribuyeron a la colonización griega con la ciudad que fundaron en el siglo VII a. C. de Magnesia del Meandro en Jonia y quizá también con Magnesia del Sípilo en Lidia.
Magnesia es citada por Heródoto como uno de los lugares que aceptó someterse a los persas cuando tuvo lugar la expedición de Jerjes a Grecia del año 480 a. C. Durante esta expedición, fue en Magnesia donde una tempestad provocó la pérdida de numerosas naves de la flota persa. Heródoto cuenta que algunas naves se estrellaron contra el cabo Sepíade y otras se estrellaron frente a las costas de las ciudades de Melibea y Castanea.